# Blått kort
Se EU-blåkort för arbetstillstånd i EU.
Blått kort är ett markeringskort som används av domare inom vissa sporter. Betydelsen av det blåa kortet varierar mellan sporterna. Inom till exempel bandy används ett blått kort för att markera ett tiominutersstraff.

I inomhusfotboll används röda och gula kort precis som i fotboll i övrigt men det förekommer också att domaren använder ett blått kort som anger en tillfällig utvisning av spelare på några minuter, jämförbart med en utvisning i ishockey.